# ФК Дрезга
Фудбалски клуб Дрезга, црногорски је фудбалски клуб из Подгорице, који се такмичи у Трећој лиги Црне Горе — Центар. Једном је освојила регију Центар у оквиру треће лиге и једном Средњу регију у оквиру Регионалне лиге Црне Горе, у четвртом степену такмичења у Југославији.
Утакмице као домаћин игра на стадиону Дрезге у подгоричком насељу Пипери.

## Историја
Основана је 1972. године и такмичила се у Средњој регији у оквиру Регионалне лиге Црне Горе, у четвртом степену такмичења у СФР Југославији, а крајем 1960-их је угашена.
Године 1999. поново је оформљен клуб и у сезони 2000/01. освојила је титулу у Средњој регији и по први пут у историји се пласирала у виши степен, у Трећу лигу СР Југославије зона Црна Гора, гдје је сезону 2001/02. завршила на 11 мјесту. Сезону 2002/03. завршила је на седмом мјесту, након чега је сезону 2003/04. завршила на последњем мјесту са само четири побједе и испала је из лиге.
Након осамостаљења Црне Горе на Референдуму 2006. године, такмичење је почела у Средњој регији у оквиру Треће лиге. Године 2009. играла је у финалу Купа средње регије, чиме је обезбиједила учешће у Купу Црне Горе за сезону 2009/10. гдје је у првом колу побиједила Ибар 5 : 3 након једанаестераца. У осмини финала играла је са Петровцем; прву утакмицу је изгубила 3 : 0 кући, док је и у реваншу изгубила 4 : 0 и испала. Године 2011. поново је играла у финалу Купа средње регије и учествовала је у Купу Црне Горе за сезону 2011/12. гдје је у првом колу изгубила од Ловћена 3 : 1. Клуб се није такмичио од 2014. до 2016. године, након чега је поново покренут. У сезони 2018/19. освојила је титулу првака Средње регије и учествовала је у баражу за пласман у Другу лигу, гдје је играла против Ибра и Цетиња, а пошто стадион у Пиперима није задовољавао критеријуме за бараж, као домаћин је играла на стадиону Зоре у Спужу. Након што је у првом колу била слободна, у другом је ремизирала 0 : 0 против Цетиња, а у трећем је изгубила 2 : 0 од Ибра. У петом колу ремизирала је на гостовању против Цетиња 0 : 0 и била јој је потребна побједа од два гола разлике у последњем колу. На утакмици против Ибра повела је 3 : 0 у 47. минуту и побиједила је 4 : 1, чиме се изједначила по броју бодова са Цетињем на другом мјесту. Пошто су обје међусобне утакмице завршене неријешено и без постигнутих голова, жријебом је одлучено ко ће се пласирати у Другу лигу. На састанку комисије Фудбалског савеза Црне Горе са представницима Дрезге и Цетиња предложено је да се одигра утакмица на неутралном терену, што је одбио представник Цетиња, а жријебом је одлучено да се Дрезга пласира у Другу лигу.
У сезони 2019/20. учествовала је у Купу, гдје је у првом колу побиједила ОФК Младост ДГ 4 : 2 на гостовању на ДГ арени. У осмини финала играла је против Петровца и у првој утакмици изгубила је 2 : 0 на гостовању, док је кући побиједила 2 : 0, а након једанаестераца изгубила је 10 : 9. Сезона је прекинута шест кола прије краја због пандемије ковида 19, а своју прву сезону у Другој лиги завршила је на осмом мјесту, четири бода испред Ловћена и опстала је у лиги. Сезону 2020/21. завршила је на последњем мјесту и испала је из лиге. Сезону 2021/22. завршила је на десетом мјесту, док је сезону 2022/23. завршила на деветом мјесту.

## Резултати у такмичењима у Црној Гори
| Сезона   | Ранг              | Лига                       | Бр.екипа           | Позиција            | Куп               |
| -------- | ----------------- | -------------------------- | ------------------ | ------------------- | ----------------- |
| 2006/07. | 3                 | Трећа лига — Средња регија | 9                  | 2. мјесто           | Није учествовала  |
| 2007/08. | 3                 | Трећа лига — Средња регија | 9                  | 3. мјесто           | Није учествовала  |
| 2008/09. | 3                 | Трећа лига — Средња регија | 12                 | 4. мјесто           | Није учествовала  |
| 2009/10. | 3                 | Трећа лига — Средња регија | Непознато          | 5. мјесто           | Осмина финала     |
| 2010/11. | 3                 | Трећа лига — Средња регија | Непознато          | 2. мјесто           | Није учествовала  |
| 2011/12. | 3                 | Трећа лига — Средња регија | Непознато          | 2. мјесто           | Прво коло         |
| 2012/13. | 3                 | Трећа лига — Средња регија | Непознато          | 6. мјесто           | Није учествовала  |
| 2013/14. | 3                 | Трећа лига — Средња регија | Непознато          | 4. мјесто           | Није учествовала  |
| 2014/15. | Није се такмичила | Није се такмичила          | Није се такмичила  | Није се такмичила   | Није се такмичила |
| 2015/16. | Није се такмичила | Није се такмичила          | Није се такмичила  | Није се такмичила   | Није се такмичила |
| 2016/17. | 3                 | Трећа лига — Средња регија | 7                  | 6. мјесто           | Није учествовала  |
| 2017/18. | 3                 | Трећа лига — Средња регија | 8                  | 6. мјесто           | Није учествовала  |
| 2018/19. | 3                 | Трећа лига — Средња регија | 10                 | 1. мјесто           | Није учествовала  |
| 2019/20. | 2                 | Друга лига                 | 10                 | 8. мјесто           | Осмина финала     |
| 2020/21. | 2                 | Друга лига                 | 10                 | 12. мјесто          | Није учествовала  |
| 2021/22. | 3                 | Трећа лига — Центар        | 16                 | 10. мјесто          | Није учествовала  |
| 2022/23. | 3                 | Трећа лига — Центар        | 13                 | 9. мјесто           | Није учествовала  |
| 2023/24. | 3                 | Трећа лига — Центар        | 14                 | 8. мјесто           | Није учествовала  |
| 2024/25. | 3                 | Трећа лига — Центар        | 22 (2 групе по 11) | 5. мјесто у групи Б | Није учествовала  |

## Успјеси
| Такмичење                                     | Такмичење                         | Број                              | Година                            |                                   |                                   |
| Трећа лига Црне Горе — Центар — 1             | Трећа лига Црне Горе — Центар — 1 | Трећа лига Црне Горе — Центар — 1 | Трећа лига Црне Горе — Центар — 1 | Трећа лига Црне Горе — Центар — 1 | Трећа лига Црне Горе — Центар — 1 |
| --------------------------------------------- | --------------------------------- | --------------------------------- | --------------------------------- | --------------------------------- | --------------------------------- |
| Трећа лига                                    | Првак                             | 1                                 | 2018/19                           |                                   |                                   |
| Куп регије Центар — 0                         |                                   |                                   |                                   |                                   |                                   |
| Регионални куп                                | Побједник                         | 0                                 |                                   |                                   |                                   |
| Регионални куп                                | Финалиста                         | 2                                 | 2009, 2011                        |                                   |                                   |
| Регионална лига Црне Горе — Средња регија — 1 |                                   |                                   |                                   |                                   |                                   |
| Регионална лига Црне Горе                     | Побједник                         | 1                                 | 2000/01                           |                                   |                                   |